# Марин Янев
Марин Димитров Янев е български театрален, филмов и озвучаващ актьор. Той е дългогодишен член на трупата на Народния театър „Иван Вазов“ в София. Носител на награда за мъжка роля от Съюза на артистите в България (САБ) през 1980 г. и 2015 г. и на „Аскеер“ за поддържаща роля през 1998 г.

## Кариера в театъра
Роден е на 17 февруари 1943 г. в град Варна, Царство България.
Завършил е актьорско майсторство за драматичен театър във ВИТИЗ „Кръстьо Сарафов“ (1963 – 1967) в класа на Боян Дановски.
Работи в държавни театри във Драматичен театър „Стоян Бъчваров“ Варна (1967 – 1968), Драматичен театър „Н. О. Масалитинов“ в Пловдив (1968 – 1969), театър „Сълза и смях“ София (1969 – 1985). От 1985 г. е част от трупата на Народния театър в София. Играе и на сцената на Театър 199. Член на СБФД.

## Театрални роли
- „Полет над кукувиче гнездо“ – МакМърфи
- „Дон Жуан“ – дон Жуан
- „Гео“ – Бащата
- „Вишнева градина“ – Борис Борисович Симеонов Пишчик
- „Обърни се с гняв назад“ – Клиф

## Телевизионен театър
- „Страшният съд“ (1992)
- „Крадецът на тролейбуси“ от Георги Данаилов (1990)
- „Театърът от времето на Нерон и Сенека“ (Едвард Радзински) (1990) – Сенека
- „Егмонт“ (Гьоте) (1989)
- „Дълъг ден“ (1988) (Виктория Токарева) - журналист
- „Призраци“ (Хенрик Ибсен), 2 ч. (1988)
- „Представянето на комедията „Г-н Мортагон“ от Иван Вазов и Константин Величков в пловдивския театър „Люксембург“ в 1883 г.“ (1988) (Пелин Пелинов), 2 части – Антон Попов
- „Главният редактор“ (Игор Барах и Олег Сатник) (1987)
- „Великото чудо“ (Николай Георгиев) (1986)
- „Кабинетна история“ (Рустам Ибрахимбеков) (1986) – Стеблов
- „С вкус на горена захар“ (1984) (от Божидара Цекова, сц. Роксена Кирчева, реж. Асен Траянов)
- „Щурци в студено време“ (1983) (Георги Крумов)
- „Прекрасната свинарка“ (1980) (Марти Ларни)
- „Фантазия за Веласкес“ (1980) (Антонио Буеро Вайехо), 2 части
- „Болшевики“ (1980) (Михаил Шатров), 2 части
- „Златното покритие“ (1979) (Драгомир Асенов)
- „Ернани“ (1979) (Виктор Юго)
- „Емилия Галоти“ (Готхолд Ефраим Лесинг) (1978)
- „Чуждата жена и мъжът под кревата“ (сц. Асен Траянов по едноименния разказ на Фьодор Достоевски, реж. Мирослав Стоянов)
- „Нос“ (1975) (Николай Гогол) – статски съветник
- „Скъперникът“ (1972) (Молиер)

## Личен живот
Баща му е бил театърмайстор, а майка му е гардеробиерка.
Янев е женен за актрисата Цветана Цветкова и има две дъщери. Кристина Янева е актриса, a Марина Янева е сценограф.

## Кариера на озвучаващ актьор
Марин Янев се занимава с озвучаване на реклами, филми и сериали от началото на 80-те години на двадесети век до около 2017 г.
Дублира Жерар Филип в ролята на Амедео Модиляни в „Монпарнас, 19“, бащата на Мулан в „Мулан“, Антъни Хопкинс в ролята на Чарлс Морз в „Острието“.
Измежду известните сериали озвучени от него са „Улиците на Сан Франциско“, „Съдружници по неволя“, „Зина - принцесата воин“ (дублаж на студио Доли), „Семейство Сопрано“ (дублаж на студио Доли), „Наричана още“ и „Монк“, както и анимационни сериали като „Приключенията на гумените мечета“, „Малката русалка“ (дублаж на БНТ), „Тимон и Пумба“ и „Междузвездни войни: Войните на клонираните“.
През 2017 г. решава да се оттегли от дублажа. Едни от последните му роли са руския компютърен анимационен филм „Овца или вълк“ за Про Филмс и американския „Колите 3“ за Доли Медия Студио.
След 5-годишно прекъсване, през 2022 г. озвучава Куч-Ел (бащата на Крипто) в анимационния филм „DC Лигата на супер-любимците“.
| Актьор               | Заглавия | Роли                                                    |
| -------------------- | --- | ------------------------------------------------------- |
| Брус Кембъл          | Маджестик Извън играта Извън играта: Падението на Сам Акс | Безстрашният изследовател Роланд Сам Акс                |
| Дани Глоувър         | Смъртоносно оръжие (дублаж на Брайт Айдиас) Смъртоносно оръжие 2 (дублаж на Брайт Айдиас) Алфа и Омега                                                               | Роджър Мъртоу Уинстън                                   |
| Мако Ивамацу         | Опасно място Монк (дублаж на bTV) | Сенсей Учителят Зи Тай Уен                              |
| Майкъл Уолис         | Колите Колите 2 Колите 3 | Шерифа                                                  |
| Мартин Ландау        | Йосиф Маджестик | Яков Хари Тримбъл                                       |
| Мел Гибсън           | Лудия Макс (дублаж на БНТ) Лудия Макс 2 (дублаж на БНТ) Лудия Макс 3 (дублаж на БНТ)                                                                                 | „Лудия“ Макс Рокатански                                 |
| Пади О'Бърн          | Боговете сигурно са полудели Боговете сигурно са полудели 2 | Диктор                                                  |
| Патрик Стюарт        | Принцът на Египет Гномео и Жулиета (синхронен дублаж) | Сети Уилям Шекспир                                      |
| Реджиналд Велджонсън | Умирай трудно Умирай трудно 2 Монк | Сержант Ал Пауъл Тод                                    |
| Ричард Крена         | Първа кръв (дублаж на БНТ) Рамбо: Първа кръв, втора част (дублаж на БНТ) Рамбо 3 (дублаж на БНТ)                                                                     | Полковник Сам Траутман                                  |
| Робърт Гийом         | Цар лъв Тимон и Пумба Цар лъв 3: Хакуна матата | Рафики                                                  |
| Робърт Лоджия        | Голям (дублаж на БНТ) Денят на независимостта (дублаж на БНТ) Семейство Сопрано (дублаж на студио Доли) Монк                                                         | Г-н Макмилан Генерал Уилям Грей Фийч Ла Мана Луи Флин   |
| Тони Плана           | Мъртъв и половина (дублаж на студио Доли) Монк | Началник Хуан Руис „Ел Фуего“ Ескарсага Капитан Аламеда |
| Уолтър Матау         | Сърдити старчета (дублаж на bTV) По-сърдити старчета (дублаж на bTV) Стари приятели 2                                                                                | Макс Голдман Оскар Мадисън                              |
| Харви Кайтел         | От здрач до зори Паднал от Марс | Джейкъб Фулър Лейтенант Джийн Хънт                      |
| Харисън Форд         | Похитителите на изчезналия кивот (дублаж на БНТ) Индиана Джоунс и храмът на обречените (дублаж на БНТ) Индиана Джоунс и последният кръстоносен поход (дублаж на БНТ) | Д-р Хенри „Индиана“ Джоунс младши                       |
| Шмуел Роденски       | Исус Историята на Исус за деца | Анна                                                    |
| Якоб Якобсън         | Исус Историята на Исус за деца | Ангел Гаврил                                            |

## Награди и отличия
- Заслужил артист (1984).
- Награда на САБ: „за мъжка роля“ за (МакМърфи) в пиесата „Полет над кукувиче гнездо“ (1982).
- „Наградата на София“: „за мъжка роля“ за (Петрунов) от „Златното покритие“ (1982).
- „II награда“: „за мъжка роля“ за (Андреев) от „Есента на един следовател“ на национален преглед на българската драма и театър (1984).
- Награда Аскеер „за поддържаща роля“ за (Господа) в постановката „Църква за вълци“ (1998).
- Носител е на наградата „Икар“ на Съюза на артистите в България „за водеща мъжка роля“, за ролята на (Фернар) във „Вятър в тополите“, Младежки театър „Николай Бинев“, 2015.

## Филмография
| Година      | Филми и Сериали                                                       | Серии  | Копродукции           | Роля                                                                       |
| ----------- | --------------------------------------------------------------------- | ------ | --------------------- | -------------------------------------------------------------------------- |
| 2017        | Момичето                                                              |        |                       |                                                                            |
| 2015        | „Съобщение за мама“                                                   |        |                       | Никола                                                                     |
| 2014        | Буферна зона                                                          |        |                       | готиния Любо                                                               |
| 2014        | Психиатрията Стоунхърст („Eliza Graves“)                              |        | САЩ                   | смеещият се                                                                |
| 2007        | „Помпей, вчера, днес, утре“ („Pompei, ieri, oggi, domani“)            | 2      |                       |                                                                            |
| 2006        | Църква за вълци (тв сериал)                                           | 12     |                       | Стоев                                                                      |
| 2004        | Бягството на невинните („La fuga degli innocenti“)                    |        | Италия                | швейцарско официално лице                                                  |
| 2003        | Една калория нежност                                                  | 2 ч.   |                       | Петър                                                                      |
| 2001        | Версенжеторикс („Vercingétorix“) Друиди (алтернативно заглавие)       |        | Франция/Канада/Белгия | гал                                                                        |
| 1999        | Сламено сираче (тв сериал)                                            | 5      |                       | Мишони (Шони), дядото                                                      |
| 1999        | Големите игри (тв сериал)                                             | 10     |                       | Мъро                                                                       |
| 1993        | Жребият (тв сериал)                                                   | 7      |                       | Туше Динев                                                                 |
| 1991 – 1992 | Любовниците (тв сериал)                                               | 8      |                       | почитателят Страхил (в 8-ма серия: „Чучулигата“)                           |
| 1991        | О, Господи, къде си?                                                  |        |                       | инкасатора Мариян                                                          |
| 1989        | Под дъгата                                                            |        |                       | приятелят на Иван                                                          |
| ?           | Часът на моето убийство                                               |        |                       | Вазов                                                                      |
| 1988        | Пазачът на планетата (тв сериал)                                      | 2      |                       | директорът на завода                                                       |
| 1988        | Жирафчето (тв)                                                        |        |                       | бащата Пух                                                                 |
| 1987        | Беглец                                                                |        |                       | Кирил Ножаров,приятелят от войната на Велко                                |
| ?           | Непознатата                                                           |        |                       | Агонцев                                                                    |
| 1987        | Рокада                                                                |        |                       | Владо                                                                      |
| 1987        | Ева на третия етаж                                                    |        |                       | доктор Пеев                                                                |
| 1987        | Цветове на изгрева (тв сериал)                                        | 3      |                       | бащата на Генади                                                           |
| 1986        | Васко да Гама от село Рупча (тв сериал)                               | 6      |                       | доктор Чуклев, корабния лекар                                              |
| 1986        | Ешелоните                                                             |        |                       | секретарят Христо Ников                                                    |
| 1985        | Забравете този случай                                                 |        |                       |                                                                            |
| 1985        | По следите на капитан Грант („В поисках капитана Гранта“) (тв сериал) | 7      | СССР/България         | Надар                                                                      |
| 1985        | Горски хора                                                           |        |                       | адвокат Начев                                                              |
| 1985        | Тази кръв трябваше да се пролее                                       |        |                       | Денчев                                                                     |
| 1984        | Спасението                                                            |        |                       | Перо Савинов                                                               |
| 1984        | Последната възможност (тв)                                            |        |                       | Кракрата, пациент                                                          |
| 1984        | Откога те чакам                                                       |        |                       | аптекарят, любовник на сестра Николова                                     |
| 1984        | В името на народа (тв сериал)                                         | 8      |                       | нелегалният Димо Стоянов, съпругът на Мария                                |
| 1984        | Дело 205/1913 П. К. Яворов                                            |        |                       |                                                                            |
| 1983        | Голямата игра („Большая игра“) (тв сериал)                            | 6      | СССР/България         | полковник Армандо Лопес, министър на отбраната на Харивас                  |
| 1983        | Константин Философ (тв сериал)                                        | 6      |                       | патрицият Георгий                                                          |
| 1983        | Черно-бяло (тв)                                                       |        |                       | Христо                                                                     |
| 1982        | Николо Паганини („Никколо Паганини“) (тв сериал)                      | 4      | СССР/България         | Ребицо                                                                     |
| 1981        | Къде живееш?                                                          |        |                       | инспектор Велев, следовател в детска педагогическа стая и баща на Борислав |
| 1981        | Хан Аспарух                                                           | 3      |                       | (гласът на Хан Аспарух)                                                    |
| 1980        | Вярност                                                               | 2      |                       | Михайлов                                                                   |
| 1980        | Концерт за флейта и момиче                                            |        |                       | капитан Сахатчиев                                                          |
| 1980        | Юмруци в пръстта                                                      |        |                       |                                                                            |
| 1979        | Сами сред вълци (тв сериал)                                           | 5      |                       | полковник В. Узев (в 1 серия: I)                                           |
| 1978        | Пътят към София („Путь к Софии“) (тв сериал)                          | 5      | България/СССР         | Филип Задгорски                                                            |
| 1977        | Барутен буквар                                                        |        |                       | Флоро                                                                      |
| 1976 – 1980 | Записки по българските въстания (тв сериал)                           | 13     |                       | Кольо Ганчев (в 2 серии: IV и V)                                           |
| 1976        | Допълнение към Закона за защита на държавата                          |        |                       |                                                                            |
| 1976        | Спомен за близначката                                                 |        |                       | „Мани се Боко“                                                             |
| 1974 – 1976 | Сбогом любов (тв сериал)                                              | 3      |                       | инженер Владимир Дерменджиев                                               |
| 1974        | На живот и смърт (тв сериал)                                          | 3      |                       | предателя Божикин                                                          |
| 1974        | Дърво без корен                                                       |        |                       | инженер Кирчо Гатев, синът                                                 |
| 1973 – 1979 | Невидимият прицел („Das unsichtbare Visier“) (тв сериал)              | 16     | ГДР                   | (в 2 серии: XV с. „Insel des Todes 1“ и XVI с. „Insel des Todes 2“ – 1979) |
| 1973        | ...И дойде денят                                                      |        |                       | (гласът на Черни)                                                          |
| 1973        | Голямата скука                                                        |        |                       | един от биячите на Сеймур                                                  |
| 1973        | Очакване                                                              |        |                       | Младен                                                                     |
| 1973        | Такава смърт няма (тв)                                                |        |                       | воденичарят                                                                |
| 1973        | Като песен                                                            |        |                       | партизанинът със слабите нерви                                             |
| 1972        | Вятърът на пътешествията                                              |        |                       | майсторът на черешките                                                     |
| 1971        | Козият рог                                                            |        |                       | турчин насилник                                                            |
| 1971        | Демонът на империята (тв сериал)                                      | 10     |                       | комита (в VIII серия)                                                      |
| 1970        | Четиримата от вагона                                                  |        |                       | подпоручик Стоянов                                                         |
| 1970        | Един миг свобода                                                      | 2 нов. |                       | затворникът с очилата (във II новела: „Искам да живея“)                    |
| 1969, 1971  | На всеки километър (тв сериал)                                        | 26     |                       | тромпетистът                                                               |
| 1969        | Любовницата на Граминя („L'amante di Gramigna“)                       |        | Италия/България       | лудият Пасионе                                                             |
| 1967        | Случаят Пенлеве                                                       | 3 нов. |                       | войник (във II-та новела: „Пенлеве“)                                       |
| 1966        | Карамбол                                                              |        |                       | студентът, даващ думата на Наско                                           |
| 1966        | Дворът с люлките (тв)                                                 |        |                       | Румен                                                                      |
| 1965        | Дрямка                                                                |        |                       |                                                                            |
| 1965        | Васката (тв)                                                          |        |                       |                                                                            |